# Бартошевич Костянтин Костянтинович
Костянтин Костянтинович Бартошевич (Барташевич) — радянський архітектор, відомий типовими проєктами клубів, що поширені, зокрема, і в Україні.

## Роботи

### Типовий клуб на 500 місць
Перший проєкт 1947, остання реалізація — 1967 рік. Триповерхова будівля з курдонером, відокремленим пропілеями з двома рядами в 6 і 4 колони. Побудовані в Росії, Україні, Білорусі, Казахстані й Естонії.

#### Будівлі в Україні

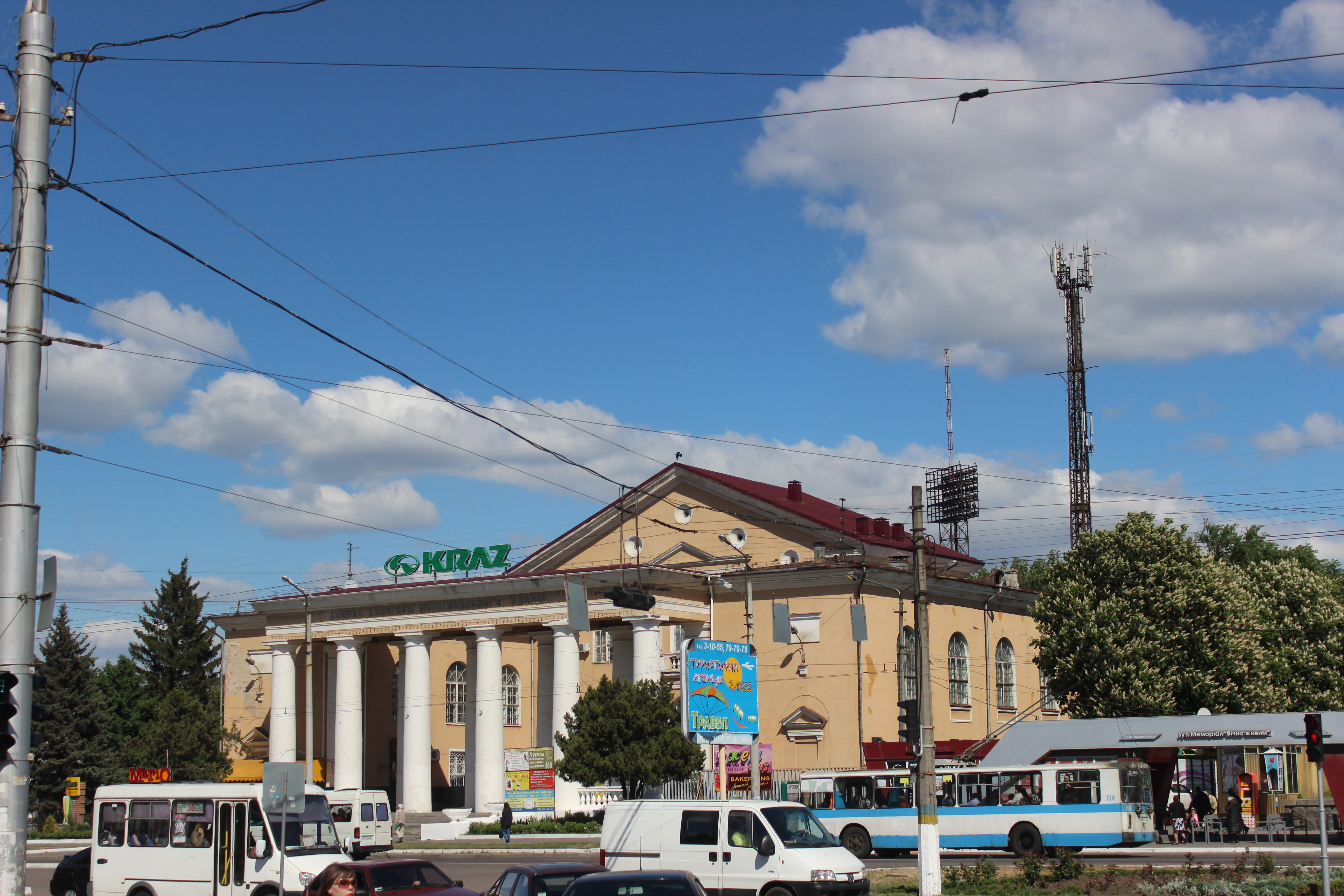
Кременчук, ПК «КрАЗ», 1950—1952
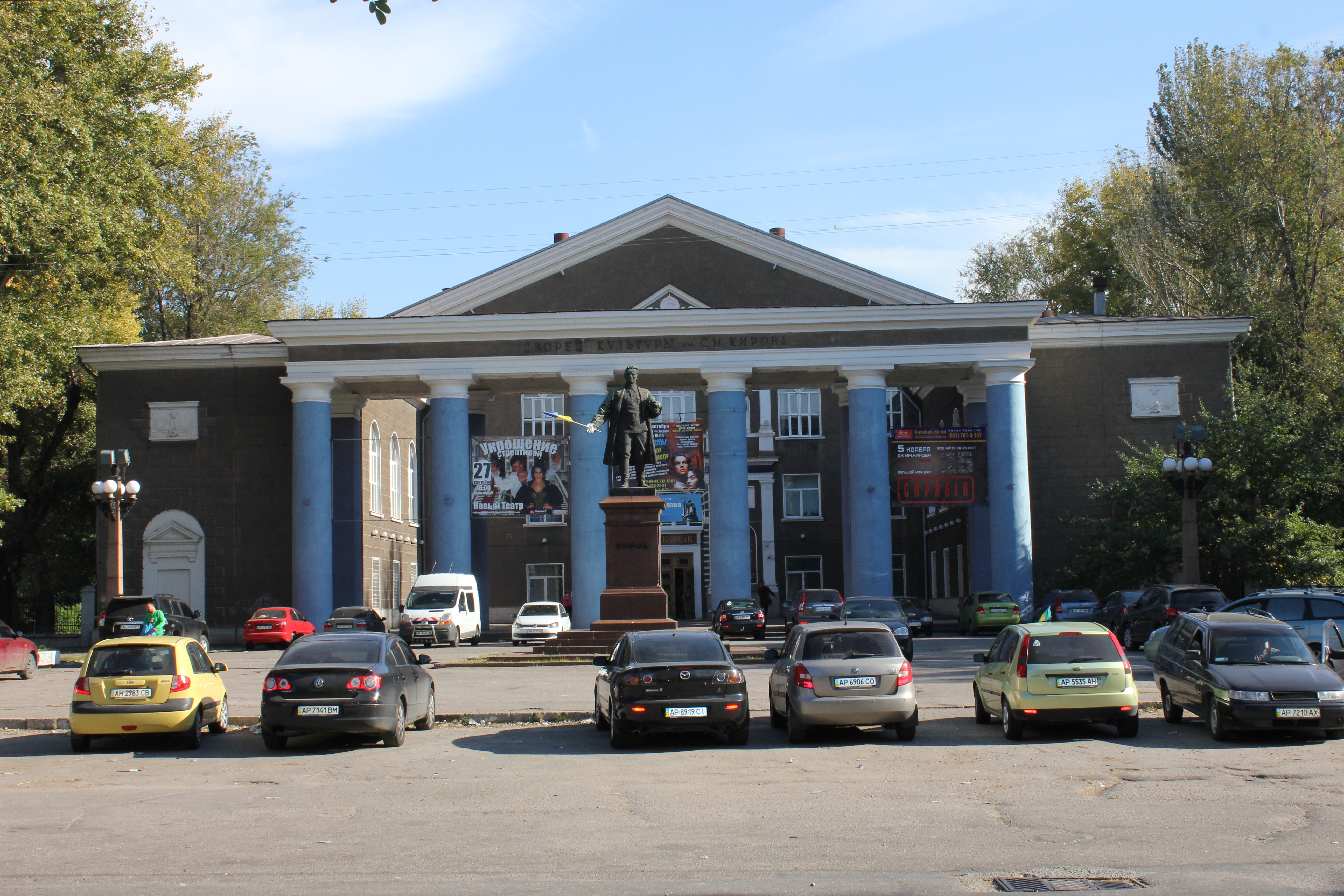
ПК Запорізького алюмінієвого комбінату, 1952
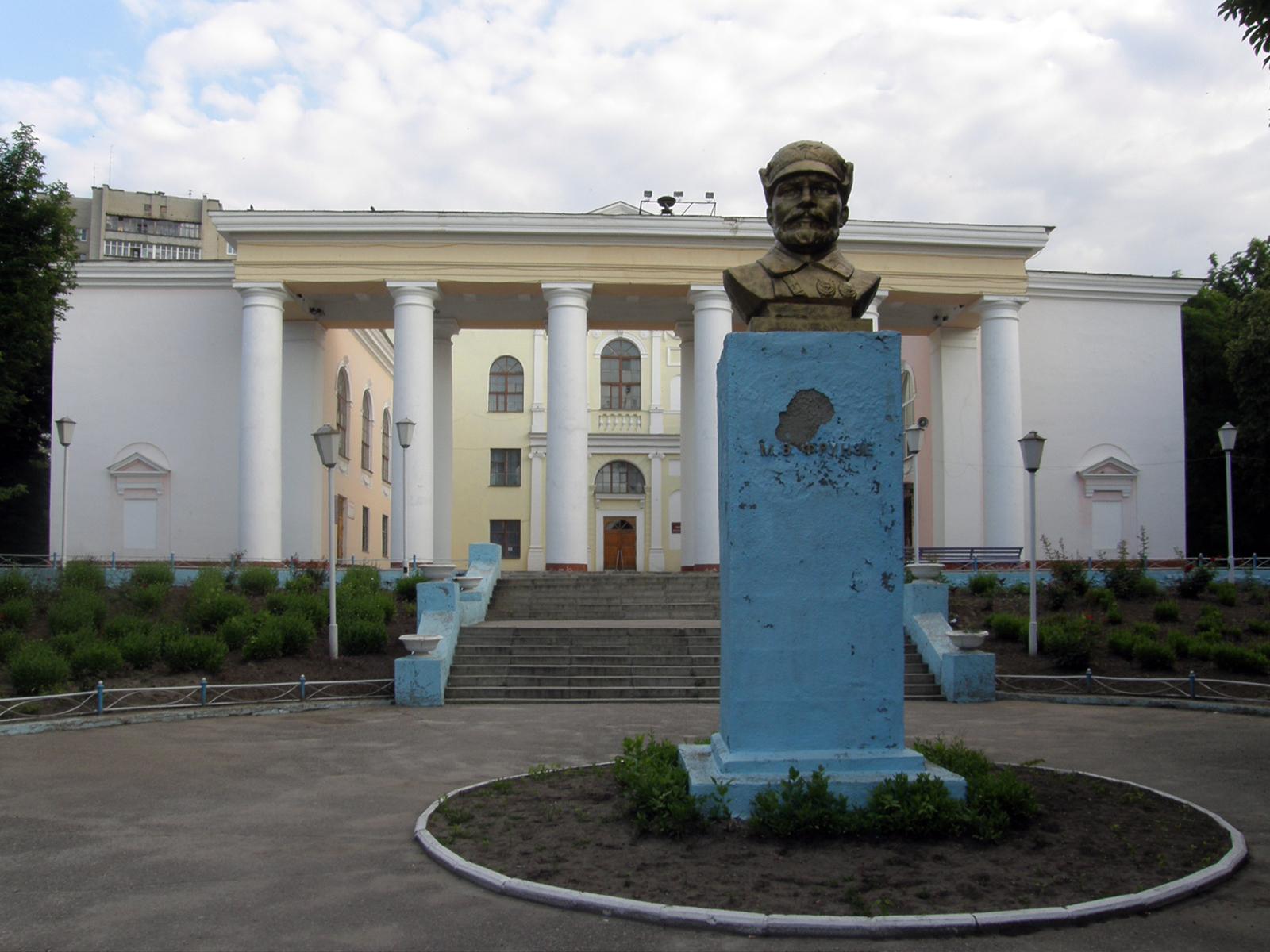
БК Сумського машинобудівного науково-виробничого об'єднання, 1953
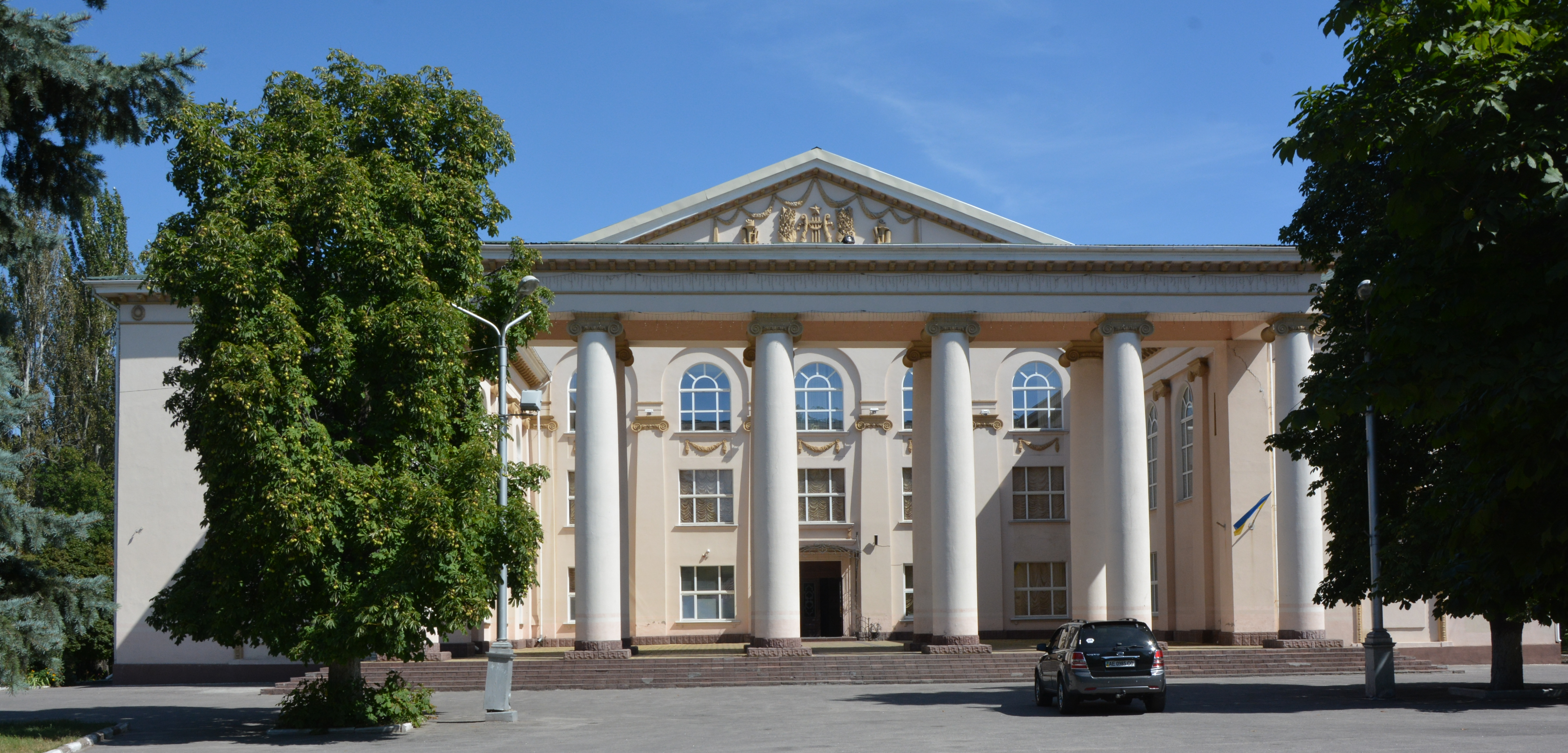
ПК Нікопольського Південно-трубного заводу, 1956, нині "Еліт-клуб"
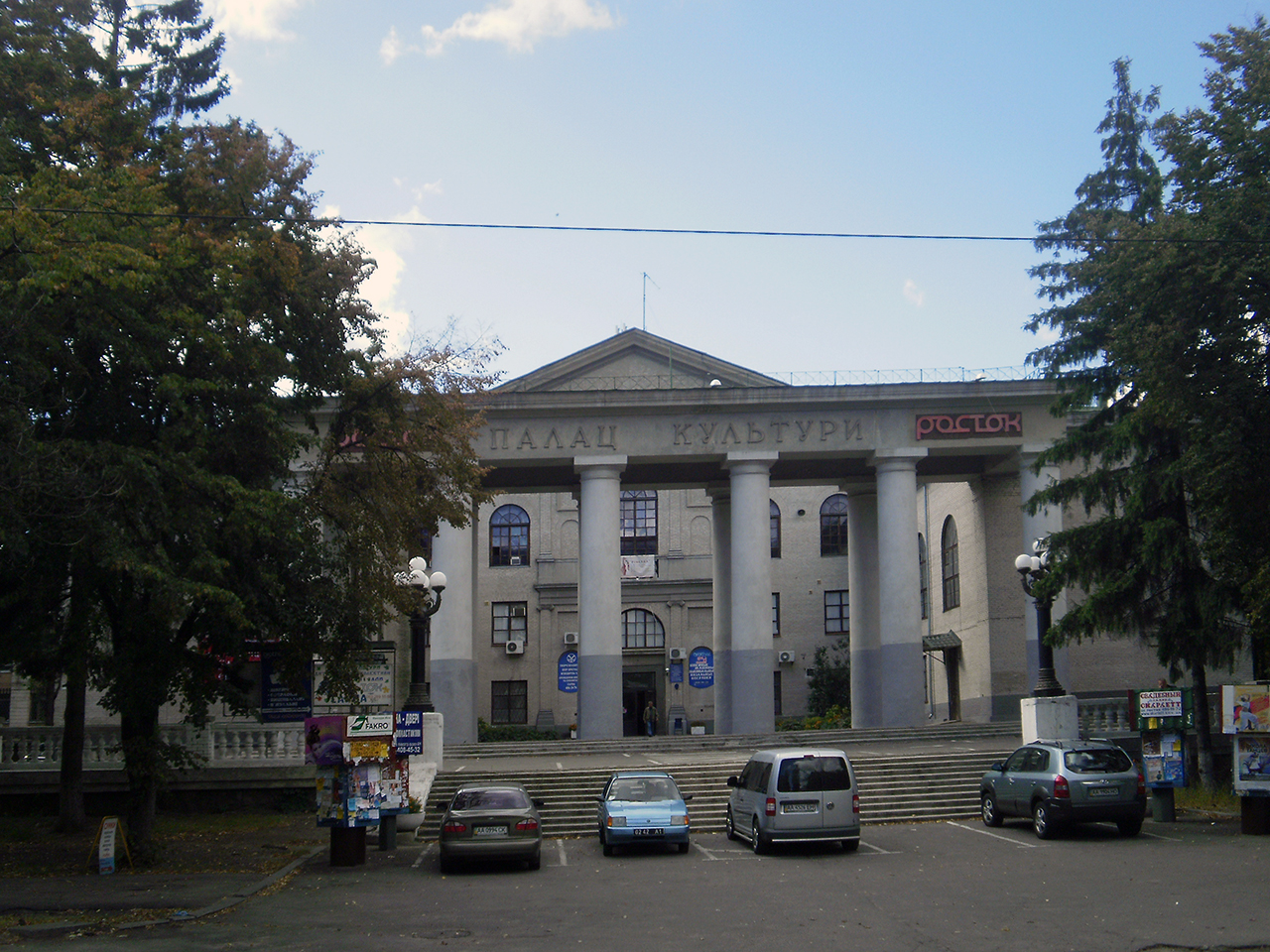
Київ, ПК заводу «Росток», 1957
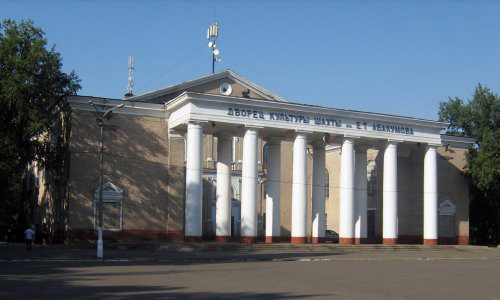
Донецьк, ПК шахти ім. Абакумова, 1958, прив'язка архітектора Б. П. Жежеріна
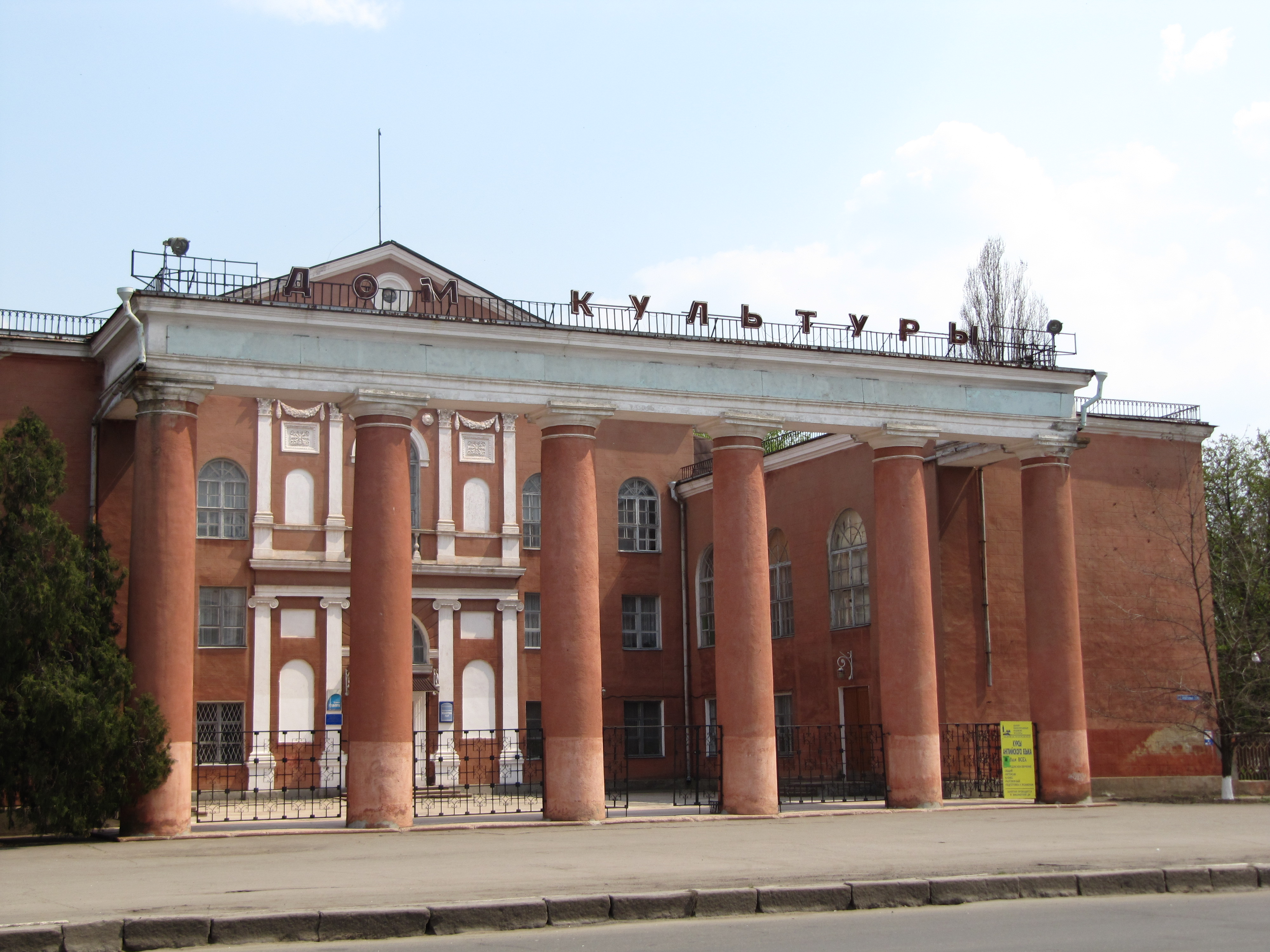
Миколаїв, ПК суднобудівного заводу «Океан», 1955—1959, в 2002—2015 Жовтневий районний, нині міський ПК «Корабельний»
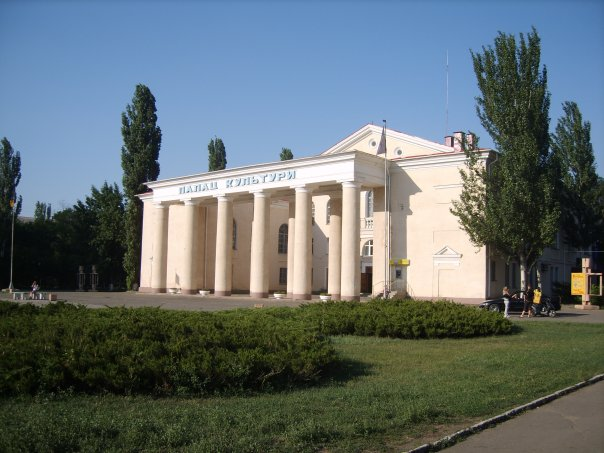
Миколаїв, ПК «Молодіжний»
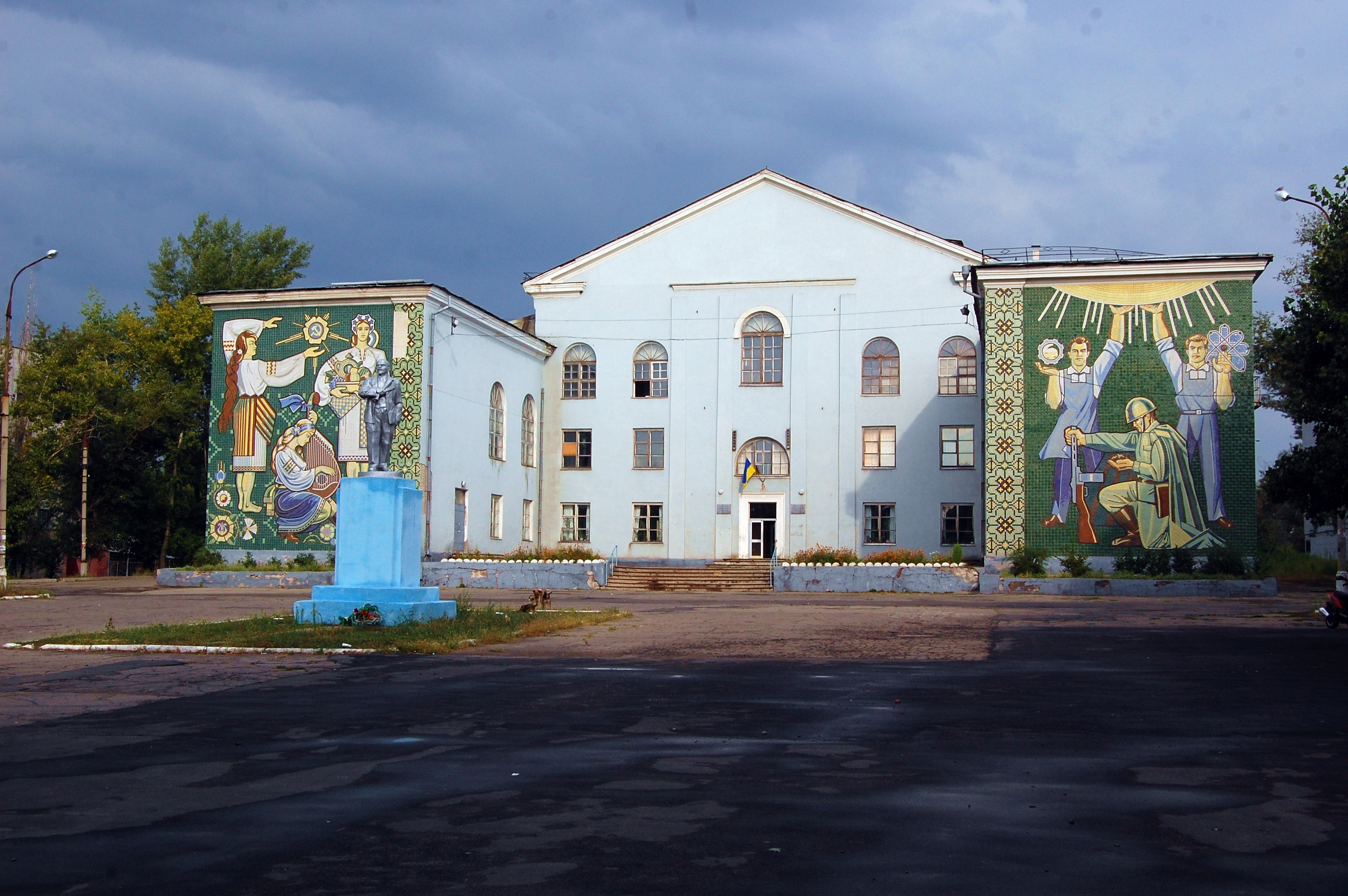
ПК в Південному мікрорайоні Рубіжного, 1961, без пропілей
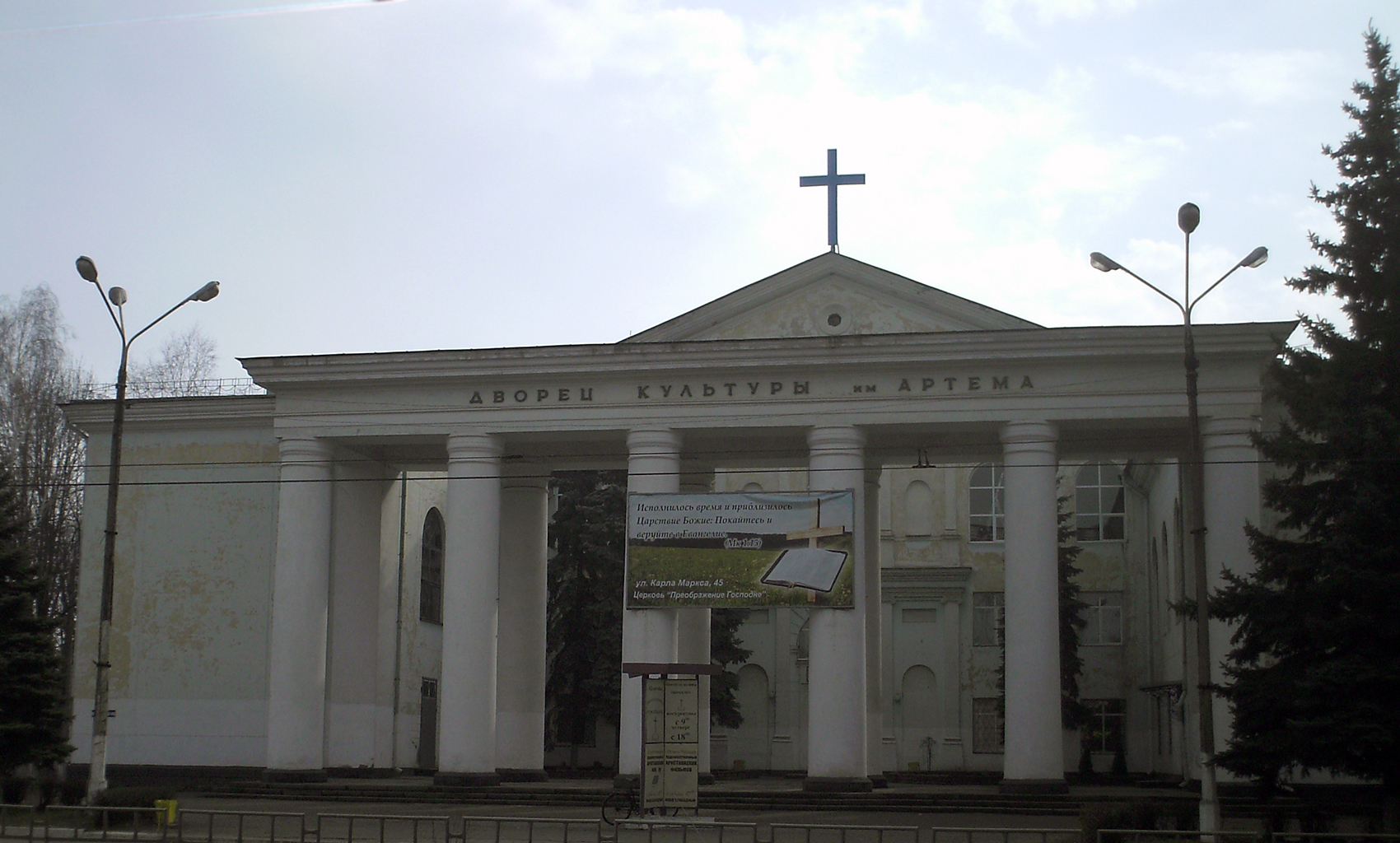
Слов'янськ, ПК ім. Артема ізоляторного заводу, 1966—1967, нині церква християн віри євангельської «Преображення Господнє»
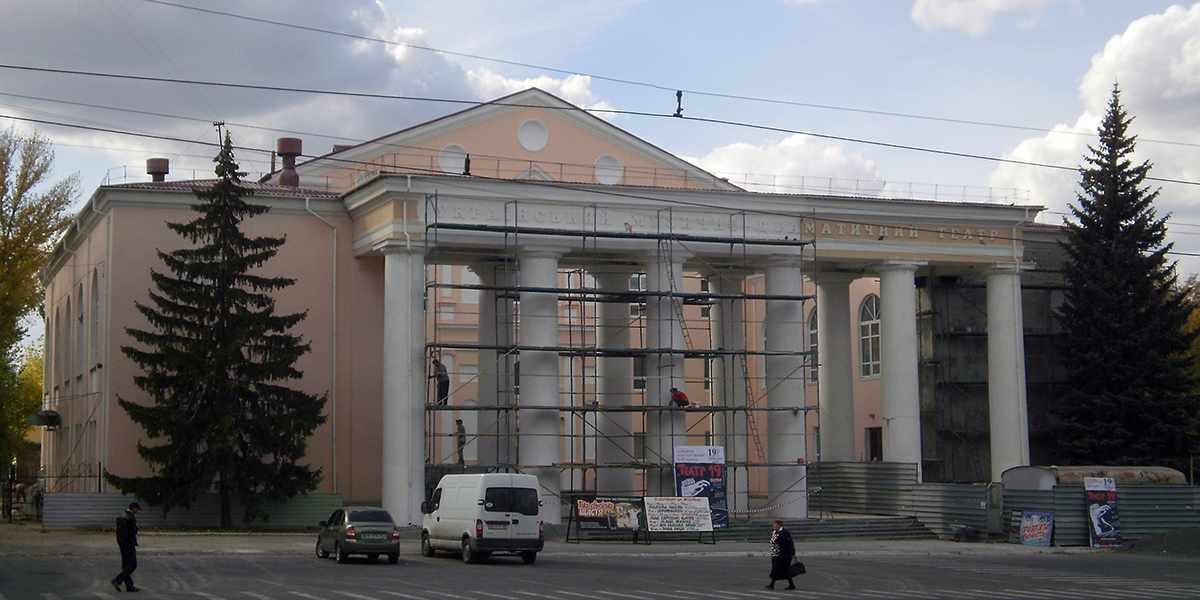
Луганський обласний академічний український музично-драматичний театр (приміщення 1999—2014)
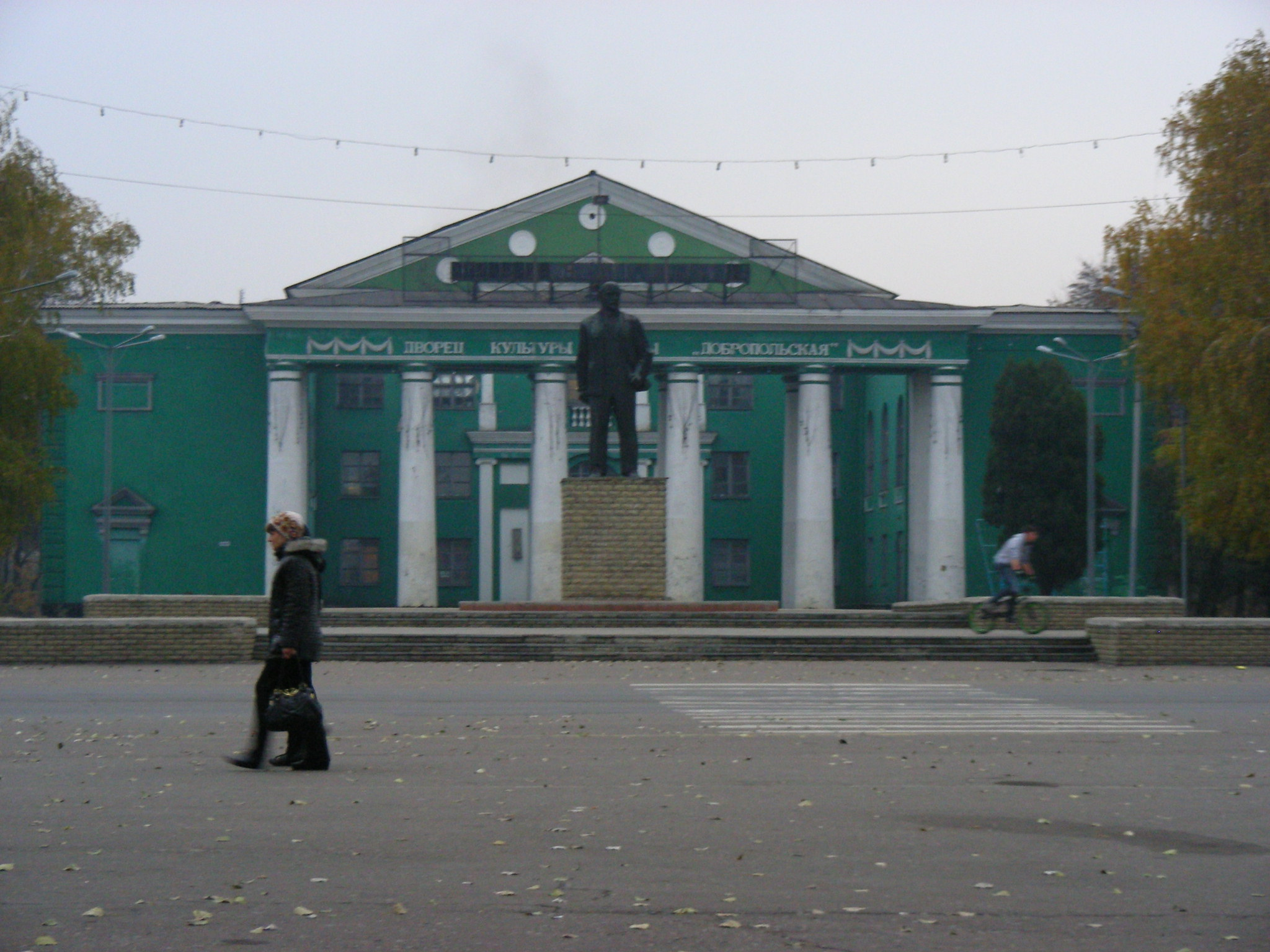
ПК шахти Добропільська
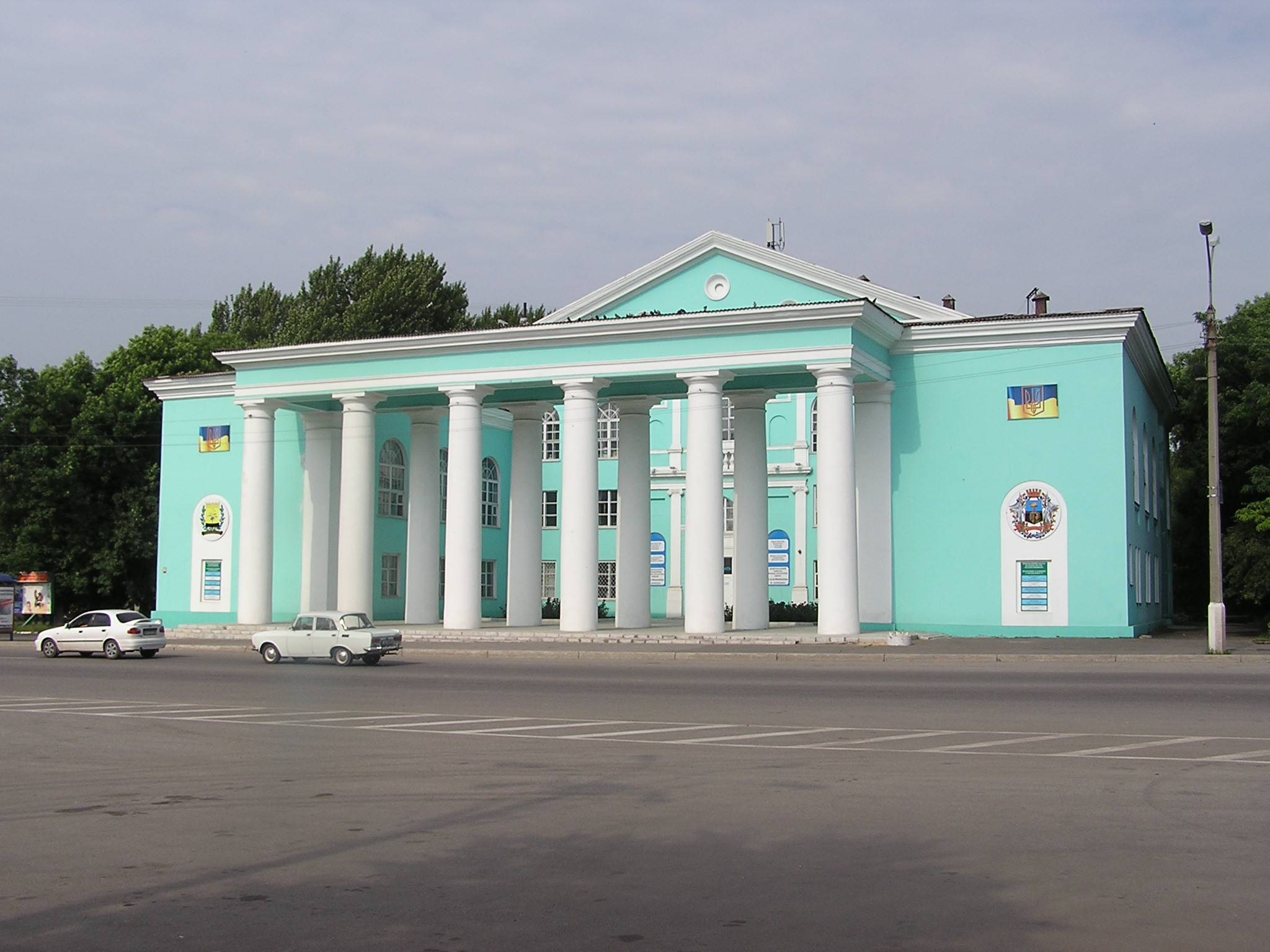
Донецьк, ПК ім. Куйбишева
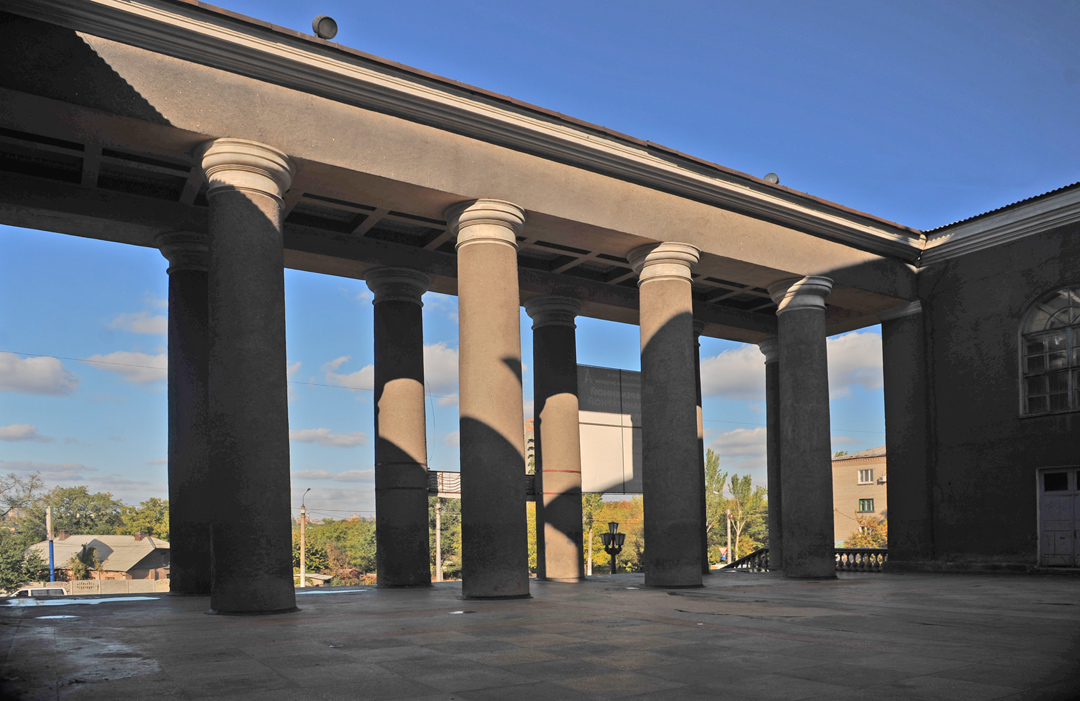
Донецьк, ПК ім. XXI з'їзду КПРС